# 砷酸镨
砷酸镨是镨的砷酸盐，化学式为PrAsO4。它有着很好的热稳定性。其铁电转变温度为52°C。

## 制备
砷酸镨可由砷酸钠（Na3AsO4）和氯化镨（PrCl3）在溶液中反应制得：
Na3AsO4 + PrCl3 → 3 NaCl + PrAsO4↓
十一氧化六镨和砷酸氢二铵按化学计量比在热的稀硝酸中反应也能得到产物。